# Libnotes fastosa
Libnotes fastosa är en tvåvingeart. Libnotes fastosa ingår i släktet Libnotes och familjen småharkrankar.

## Underarter
Arten delas in i följande underarter:
- L. f. fastosa
- L. f. spinteris